# Ca n'Oliveró (Castellbisbal)
Ca n'Oliveró és una masia de Castellbisbal (Vallès Occidental) protegida com a Bé Cultural d'Interès Local.

## Descripció
Es tracta d'una gran masia amb teulada a dos vessants amb ampliacions posteriors. Disposa de planta baixa, primer i segon pis. Tot el conjunt s'ha arrebossat amb ciment i s'hi han afegit cossos posteriors. La façana principal està orientada a llevant i dona al pati interior. La porta d'accés està rematada per una arcada molt rebaixada. Les obertures del primer i segon pis consisteixen en un balcó central i una finestra a banda i banda, al segon pis, de mida més reduïda.